# Les Cloches de Corneville
Les Cloches de Corneville est un opéra-comique en trois actes de Robert Planquette, sur un livret de Clairville et Charles Gabet, crée à Paris, au Théâtre des Folies-Dramatiques, le 19 avril 1877. C'est l'œuvre la plus célèbre de Planquette.

## Historique
En 1877, le directeur des Folies-Dramatiques, salle spécialisée dans les opérettes où étaient jouées les œuvres d'Hervé et Lecoq, cherchait une nouvelle pièce pour remplacer le succès inégal de La Fille de madame Angot. Il choisit Les cloches de Corneville d'un compositeur relativement méconnu : Robert Planquette.

La pièce triomphe auprès du public, mais l’accueil critique est très mitigé pour ne pas dire négatif, comme le résume le critique du Temps, qui écrit que « les juges difficiles réclameront pour un opéra-comique et même pour un opéra-bouffe un peu plus de facture, comme on dit en terme [sic] de métier ; mais la musique de M. Planquette plait au public et cela suffit. » Ainsi, le Monde artiste relève :

« mille petits riens qui ont pu inspirer le compositeur, dont la musique fort agréable à l’oreille, tout en manquant d’originalité […] Au passage nous avons bien retrouvé, sous une nouvelle forme, d’anciennes connaissances, une foule de motifs salués malgré leur habile travestissement. »

Clément Caraguel, du Journal des débats, se montre plus sévère encore à l’égard de l’œuvre, excepté le finale de la scène du marché de Corneville :

« nous ne pouvons dire grand bien de la partition de M. Planquelle. Il n’y a là ni originalité ni sincérité, ni rien qui ressemble à une idée nouvelle. Ce n’est qu’une appropriation plus ou moins ingénieuse de refrains connus, et où rien ne se dégage des formules ordinaires de la musique des cafés-concerts. »

L'opérette a été traduite en plusieurs langues et jouée en anglais (sous le titre The Chimes of Normandy) au Fifth Avenue Theatre à New York, à partir du 22 octobre 1877. Une autre version appelée The Bells of Corneville a été jouée au Victoria Theater, à New York, à partir du 21 avril 2002. Elle a également été présentée à Londres en 1878 pour 705 représentations.

## Argument

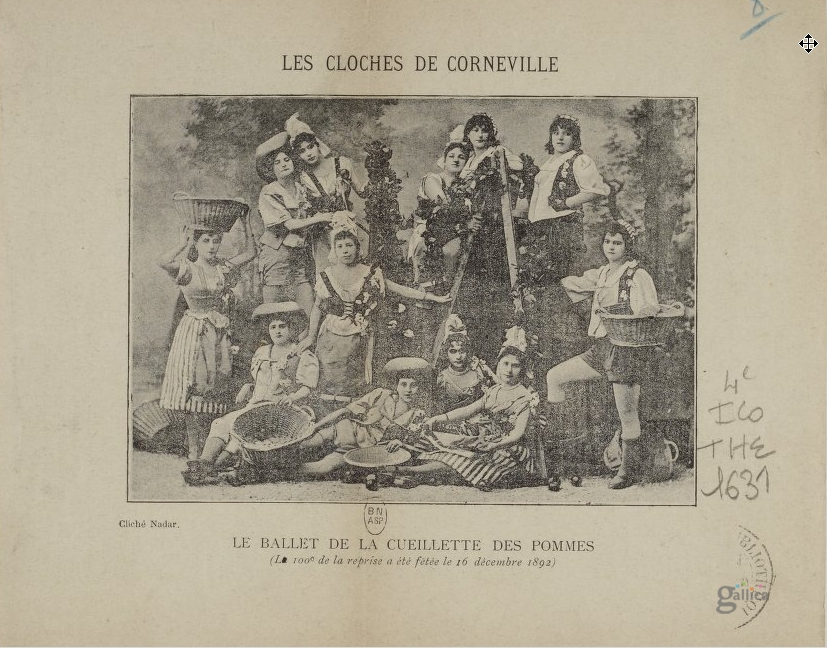
Tirage photomécanique de Nadar du ballet de la récolte des pommes à l'occasion de la 100e représentation, le 16 12 1892.

L'action se passe à Corneville en Normandie à la fin du XVIIe siècle.
En prévision d’une absence prolongée, le marquis de Corneville a confié la gestion de son argent et de ses biens à son fermier Gaspard. Celui-ci a fini par se les approprier et fait croire que le château est désormais hanté. Germaine, fille du comte de Lucenay, lui a également été confiée, il la fait passer pour sa nièce en lui cachant ses nobles origines. Il trouve également au même moment au milieu d'un champ de serpolet un bébé qu'il appelle Serpolette et l'élève pour qu'elle devienne sa servante. Pour être sûr de garder tous ses avantages, il détruit la page du registre où est inscrite la naissance des deux enfants.
L'histoire commence vingt ans plus tard, au moment où le nouveau marquis, Henri, revient au village et découvre au fur et à mesure les secrets de Corneville.

## Synopsis

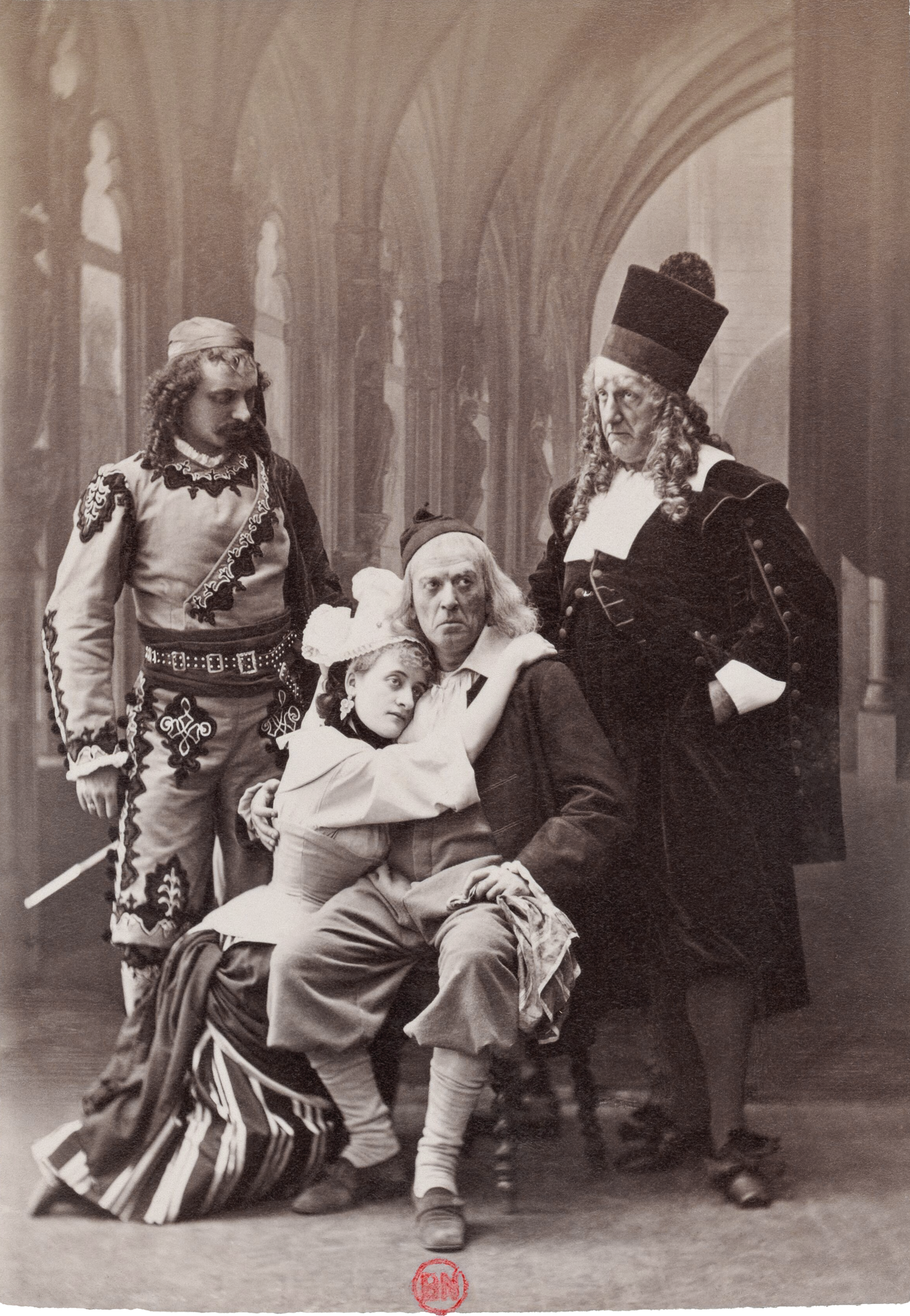
Conchita Gélabert, Milher, et François-Louis Luco.

### Acte I
Un sentier boisé près du château de Corneville
Le vieux fermier avare Gaspard n'est pas aimé dans le village car il est cruel avec sa nièce Germaine. Pour calmer les velléités d'enquête du nouveau bailli, il le convainc d'épouser la jeune fille qui, elle, a promis de se marier avec un jeune marin-pêcheur, Jean Grenicheux, depuis qu'elle croit qu'il l'a sauvée de la noyade quelque temps plus tôt. Serpolette, une enfant trouvée, qui est désormais servante de Gaspard, est également amoureuse de Jean.
Sur le marché, un nouvel arrivant se présente et s'intéresse au château. Germaine lui raconte la légende des cloches du château qui doivent sonner le jour où reviendront les seigneurs de Corneville. L'inconnu est en fait Henri, le marquis de Corneville, qui se souvient de son enfance au château et d'avoir sauvé une jeune fille des eaux mais ne l'a jamais revue alors qu'il a fait trois fois le tour du monde pour la retrouver.
Le marché de Corneville
Sur le marché de Corneville, deux fois par an, on peut embaucher des domestiques. Germaine, Serpolette et Grenicheux se font engager par le mystérieux Henri afin d'échapper à l'emprise de Gaspard et ses manigances.

### Acte II
Une grande salle dans le chateau de Corneville
Henri entraîne au château ses nouveaux domestiques et leur dévoile sa véritable identité. Il tente de les rassurer à propos des fantômes et annonce qu'il veut réparer et rouvrir le château. Ils trouvent des documents qui pourraient laisser croire que Serpolette serait la fille du comte de Lucenay. Henri est attiré par Germaine qui lui raconte pourquoi elle projette d'épouser Grenicheux. Il se rend compte que c'est la jeune femme qu'il a sauvée naguère. Dans la nuit, un visiteur s'introduit en cachette au château : c'est Gaspard qui vient chercher de l'or dans les réserves du marquis. Il se fait surprendre par Henri et ne doit son salut qu'aux prières de Germaine, et le fermier en perd la raison.

### Acte III
Le parc du chateau de Corneville
Quelque temps plus tard, le château accueille une grande fête organisée par le marquis pour tout le village. Serpolette est considérée comme la vicomtesse et Jean la courtise désormais ouvertement. Henri le force à avouer son mensonge, Germaine entend cette confession et se jette aux pieds de son véritable sauveur, mais elle refuse la demande en mariage qui lui est faite, car elle estime qu'une fille de basse extraction n'est pas digne d'épouser un marquis.
À ce moment, Gaspard retrouvre ses esprits et raconte toute la vérité des naissances des deux filles. Germaine est rétablie dans son titre de vicontesse et peut épouser Henri, qui pardonne à Gaspard, et Serpolette épouse Grenicheux. Les cloches peuvent sonner en l’honneur de la nouvelle châtelaine de Corneville.

## Rôles
| Rôle                                                   | Tessiture | Créateur, 19 avril 1877 |
| ------------------------------------------------------ | --------- | ----------------------- |
| Serpolette, une enfant trouvée devenue servante        | soprano   | Juliette Simon-Girard   |
| Germaine, vicomtesse perdue                            | soprano   | Conchita Gélabert       |
| Henri, Marquis de Corneville                           | baryton   | Ernest Vois (d)         |
| Jean Grenicheux, un marin-pêcheur                      | tenor     | Simon-Max               |
| Gaspard, un fermier avare                              | baryton   | Ange Milher             |
| Le bailli                                              | baryton   | François-Louis Luco     |
| Gertrude                                               |           |                         |
| Jeanne, Manette and Suzanne, demoiselles de Corneville |           |                         |
| Le notaire, l'assesseur                                |           |                         |
| Villageois et suite du marquis                         |           |                         |

## Numéros
Acte I
- Ouverture

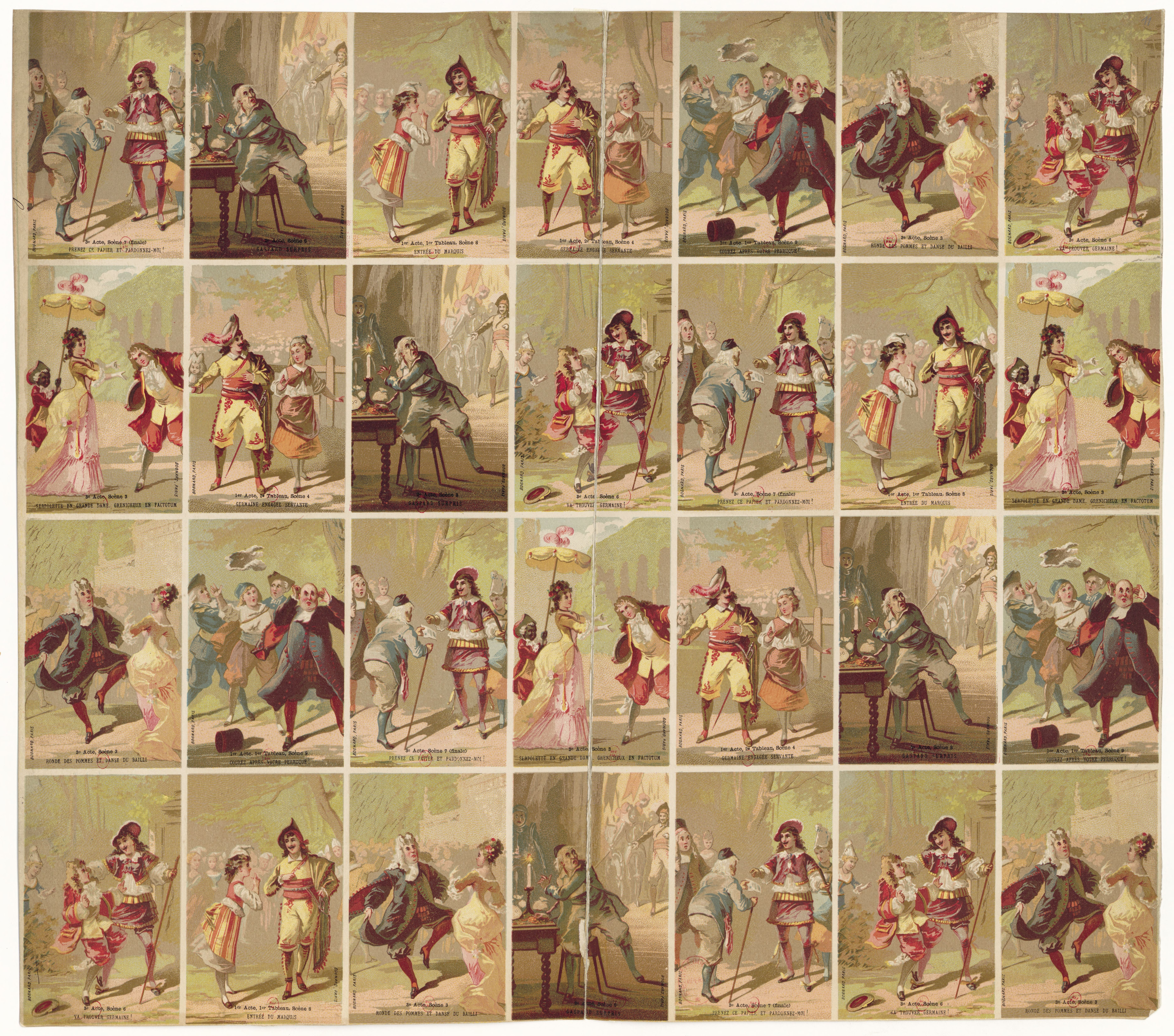
Scènes de l'opérette Les cloches de Corneville ; impression photomécanique.

- 1. – Chœur, Chanson des on-dit : « On dit, on dit, charmante Jeanne »
- 2. – Rondeau de Serpolette : « Dans ma mystérieuse histoire »
- 3. – Chanson du mousse (Grenicheux)
- 4. – Duo : « Même sans consulter mon cœur » (Germaine et Grenicheux)
- 5. – Légende des cloches : « Nous avons hélas perdu d'excellents maîtres » (Germaine et Chœur)
- 6. – Rondeau-valse : « J'ai fait trois fois le tour du monde » (Henri)
- 7. – Ensemble : « À la perruque d'un bailli »
- Entr'acte
- 8. – Couplets de Grenicheux : « Je ne sais comment faire »
- 9. – Final de l'acte I : scène du marché, chœur des servantes, des domestiques.

Acte II
- 10. – Chœur « À la lueur de ces flambeaux »
- 10b. – Air de Germaine : « Ne parlez pas de mon courage »
- 10c. – Chanson de Serpolette
- 11. – Chanson du Bailli : « J'avais perdu ma tête »
- 12. – Chanson d'Henri et chœur : « Sous des armures à leur taille »
- 13. – Ensemble et couplets : « Vicomtesse et marquise » (Serpolette, Henri, chœurs)
- 14. – Duo Germaine-Henri : « C'est elle et son destin »
- 15. – Chœur et quintette : « Gloire au valeureux Grenicheux »
- 16. – « C'est là, c’est là qu'est la richesse » (Gaspard, Grenicheux) et final II.

Acte III
- 16a – Entr'acte et danse
- 17. – Chanson des gueux (Gaspard)
- 18. – Chœur et chanson : « R’gardez par-ci r'gardez par-là » (Serpolette, Grenicheux)
- 19. – Chanson du cidre, Serpolette et chœur : « Vive le cidre de Normandie »
- 20. – Rondeau-valse de Grenicheux : « Je regardais en l'air »
- 21. – Duo Germaine-Henri : « Une servante, que m'importe »
- 22. – Final de l'acte III

## Discographie
- Les Cloches de Corneville - Ernest Blanc (Henri), Huguette Boulangeot (Germaine), Louis Musy (Gaspard), Jean Giraudeau (Grenicheux), Colette Riedinger (Serpolette) - Chœurs et orchestre, Pierre Dervaux (chef d'orchestre) - Accord (1955).
- Les Cloches de Corneville - Julien Hass (Henri), Lyne Cumia (Germaine), Fernand Ledoux (Gaspard), René Coulon (Grenicheux), Janine Ribot (Serpolette), Robert Rocca (Le Bailli) - Grand orchestre et Chœurs René Alix, Jésus Etcheverry (chef d'orchestre) - Philips (1957), rééd. CD Philips Classics (1993).
- Les Cloches de Corneville - Bernard Sinclair (Henri), Mady Mesplé (Germaine), Jean-Christophe Benoît (Gaspard), Charles Burles (Grenicheux), Christiane Stutzmann (Serpolette) - Chœurs et orchestre du Théâtre National de l'Opéra-Comique, Jean Doussard (chef d'orchestre) - EMI Classics (1973).
- Les Cloches de Corneville extraits - Michel Dens (Henri), Jeanine Micheau (Germaine), Pierre Germain (Gaspard), Michel Sénéchal (Grenicheux), Nicole Broissin (Serpolette) - Choeur René Duclos et orchestre de la société des concerts du Conservatoire, Franck Pourcel (chef d'orchestre) - EMI (1961)

## Premier film sonore
Fin 1894 ou début 1895, la première expérimentation d'une image animée (film) et d'un son synchronisé a fait appel au Chant du mousse, une barcarolle de l'acte I, scène 1. Le film montre William Kennedy-Laurie Dickson interprétant l'air au violon devant un cornet de prise de son, pendant que deux assistants dansent une valse. La prise a été récemment restaurée sous le nom de Dickson Experimental Sound Film,,.